# برن، آلمان
برنه، آلمان (به آلمانی: Berne, Germany) یک شهر در آلمان است که در نیدرزاکسن واقع شده‌است.

## خصوصیات
برن ۸۵٫۲ کیلومترمربع مساحت دارد ۶ متر بالاتر از سطح دریا واقع شده‌است.